# 日本児童・青少年演劇劇団協同組合
日本児童・青少年演劇劇団協同組合（にほんじどう・せいしょうねんえんげきげきだんきょうどうくみあい、略称：児演協（じえんきょう））は、児童・青少年を観客とする専門的職業劇団の事業協同組合である。

## 沿革
戦後、子どものために演劇を行う専門劇団の全国的な公演活動の広がりを受け、「児童青少年演劇の職業的基盤の確立」、「児童・青少年演劇人の健康と生活の擁護」、「児童青少年演劇に関わる全国的な課題の実現」の三つを目標として、1975年に前身となる日本児童演劇劇団協議会（1988年に日本児童・青少年演劇劇団協議会に改称）として設立された。
その後、2001年に経済産業省の認可を受け事業協同組合となり、正式名称は「日本児童・青少年演劇劇団協同組合」（略称　児演協）となった。

## 事業内容
加盟劇団の主な活動の場は、学校、幼・保育園、子ども劇場・おやこ劇場、公立文化施設での公演、さらに自主公演など。また広く海外公演も行っている。
児演協としては、「夏休み児童・青少年演劇フェスティバル」、「東京都夏の児童演劇祭」、東京都との「参加・体験・感動！ふれあいこどもまつり」、文化庁委託事業の「次代の児童・青少年演劇人育成 連続講座」、演劇鑑賞教室などの事業を実施し、出版事業として児童・青少年ジャーナル「げき」を発刊している。また日本児童演劇協会主催「地方巡回公演」の一翼も担っている。
2001年に念願の文化芸術振興基本法（現文化芸術基本法）が施行され、子どものため舞台芸術支援が法によって初めて認知され支援が始まるも、近年の少子化、学制の改革、自治体の財政難が活動に大きな影を落としている。子どもの成長にとって生の舞台芸術にふれることが大事という世論が起こっている。

## 加盟劇団

### 北海道・東北
- 劇団風の子北海道

### 首都圏
- 劇団らくりん座
- 劇団群馬中芸
- CAN青芸
- 劇団鳥獣戯画
- 劇団虹っ子
- 劇団わらび座
- アートインAsibina
- アート企画 ひだまり
- 劇団あとむ
- 民族歌舞団荒馬座
- 糸あやつり人形　一糸座
- 劇団エンゼル
- ガイ氏即興人形劇場
- 影絵劇団かしの樹
- 劇団風の子
- 劇団芸優座
- 国際サーカス村協会
- 劇団こぐま座
- シアター2+1
- 劇団新児童
- スタジオエッグス
- 前進座
- 東京演劇アンサンブル
- 東京芸術座
- 劇団東少
- 劇団トマト座
- オペレッタ劇団ともしび
- 劇団仲間
- 劇団野ばら
- 劇団俳協
- 汎マイム工房
- 劇団飛行船
- 劇団ひまわり
- 人形劇団プーク
- 劇団フジ
- 劇団ポプラ
- 人形劇団ポポロ
- 演劇集団未踏
- 劇団みんわ座
- 演劇集団遊玄社
- 演技集団朗
- 日本伝統芸能を守る会
- 人形劇団ひとみ座
- 劇団　影法師
- 笑太夢マジック

### 東海・北陸
- 劇団たんぽぽ
- 劇団うりんこ
- 総合劇集団俳優館
- クラウンファミリー　プレジャーＢ
- 演劇人冒険舎
- 人形劇団むすび座

### 関西
- 人形劇団京芸
- 関西芸術座
- 人形劇団クラルテ
- 一般社団法人 劇団コーロ
- 民族芸能アンサンブル若駒
- 想造舎
- Global Entertainment-JAPAN (G・E-JAPAN)

### 九州・沖縄
- 劇団風の子九州
- 劇団ショーマンシップ
- NPO法人 劇団道化
- 劇団ドリームカンパニー